# Alchornea cordifolia
Alchornea cordifolia là một loài thực vật có hoa trong họ Đại kích. Loài này được (Schumach. & Thonn.) Müll.Arg. mô tả khoa học đầu tiên năm 1865.